# Acanthoscelides livens
Acanthoscelides livens là một loài bọ cánh cứng trong họ Bruchidae. Loài này được Suffrian miêu tả khoa học năm 1870.